# Пауленше
Пауленше Дешпортіву Клубе або просто Пауленше (порт. Paulense Desportivo Clube) — професіональний кабовердійський футбольний клуб з міста Помбаш, на острові Санту-Антау.

## Історія клубу
Він заснований у 1981 році в містечку Помбаш, передмісті Паул в північно-східній частині острова Санто-Антал і є найсильнішим клубом свого острова. Пауленше виграв своє перше острівне чемпіонство у 2003 році і до 2005 року виграв ще два, довівши кількість завойованих острівних чемпіонств до трьох поспіль, клуб виграв два поспіль останніх на сьогодні чемпіонства острова в 2014 та 2015 роках. Щодо інших турнірів, то команда виграла два кубки острова, чотири рази поспіль перемагала в Суперкубку острова, останній з яких був у 2015 році, і чотири з п'яти відкритих чемпіонати були виграні по два роки поспіль кожного випадку, в 2007—2008 та 2013—2014 роках, останній титул було здобуто перед початком відкритого чемпіонату острова Санту Антау.
Клуб володіє брудним стадіоном без будь-яких місць у містечку Помбаш, а тому змушений проводити більшу частину матчів у Понта ду Сул на стадіоні «Ештадіу Жоау Серра».
Команда святкувала 32-річчя з дня заснування клубу в 2013 році.

## Логотип
Логотип клубу складається з кокосового гребеня із золотою птахом над ним, зелено-червоної стрічки з написаним на ній девізом португальською мовою, на відміну від інших клубів країни, які були засновані під логотипом «Бенфіка», «Пауленше» має червоно-білий щит з помаранчевим м'ячем та синю стрічку з абревіатурою назви клубу, які знаходиться всередині логотипу. Винятком є також і колір та повний напівкруглий гребінь. Їхній логотип є майже таким, як і в «батьківської» Бенфіки з Португалії. Травадореш, одна з Бенфік та Бенфікінья мають також практично аналогічні логотипи.

## Досягнення
- Чемпіонат острова Санту-Антау (Північ): 6 перемог

2002/03, 2003/04, 2004/05, 2011/12, 2013/14, 2014/15
- Кубок острова Санту Антау (Північ) з футболу: 2 перемоги

2012/13, 2014/15
- Суперкубок острова Санту Антау (Північ): 4 перемоги

2011/12, 2012/13, 2013/14, 2014/15
- Відкритий чемпіонат острова Санту Антау (Північ): 5 перемог

2002/03, 2006/07, 2007/08, 2012/13, 2013/14

## Історія виступів у чемпіонатах та кубках

### Національний чемпіонат
| Сезон   | Див.    | Міс.    | Іг. | В | Н | П  | ЗМ | ПМ | РМ  | О  | Примітки     | Плей-оф         |  |
| ------- | ------- | ------- | --- | - | - | -- | -- | -- | --- | -- | ------------ | --------------- |  |
| 2003    | 1B      | 4       | 4   | 1 | 1 | 3  | 5  | 8  | -3  | 4  | Не пробилися | Не брали участі |  |
| 2004    | 1A      | 5       | 5   | 1 | 0 | 4  | 3  | 13 | -10 | 3  | Не пробилися | Не брали участі |  |
| 2005    | 1A      | 4       | 5   | 1 | 1 | 2  | 7  | 6  | +1  | 4  | Не пробилися | Не брали участі |  |
| 2012    | 1B      | 4       | 5   | 1 | 2 | 2  | 6  | 9  | -3  | 3  | Не пробилися | Не брали участі |  |
| 2014    | 1A      | 4       | 5   | 1 | 2 | 2  | 3  | 4  | -1  | 3  | Не пробилися | Не брали участі |  |
| 2015    | 1A      | 2       | 5   | 3 | 1 | 1  | 6  | 2  | +3  | 4  |              | Півфіналіст     |  |
| Всього: | Всього: | Всього: | 29  | 8 | 7 | 14 | 30 | 42 | -12 | 18 |              |                 |  |

### Чемпіонат острова
| Сезон   | Див. | Міс. | Іг. | В | Н | П | ЗМ | ПМ | РМ  | О  | Кубок      | Відкритий  | Примітки                          |
| ------- | ---- | ---- | --- | - | - | - | -- | -- | --- | -- | ---------- | ---------- | --------------------------------- |
| 2003-04 | 2    | 1    | -   | - | - | - | -  | -  | -   | -  |            |            | Вихід до національного Чемпіонату |
| 2004-05 | 2    | 1    | -   | - | - | - | -  | -  | -   | -  |            |            | Вихід до національного Чемпіонату |
| 2011-12 | 2    | 1    | -   | - | - | - | -  | -  | -   | -  |            |            | Вихід до національного Чемпіонату |
| 2013-14 | 2    | 1    | 10  | 7 | 1 | 2 | 25 | 14 | +11 | 22 |            | Переможець | Вихід до національного Чемпіонату |
| 2014-15 | 2    | 1    | 10  | 9 | 0 | 1 | 24 | 4  | +20 | 27 | Переможець | Переможець | Вихід до національного Чемпіонату |

## Деякі статистичні дані
- Найкращий рейтинг: Півфіналіст (національний чемпіонат)
- Найбільша кількість зіграних матчів: 29 (національний чемпіонат)
- Найбільша кількість перемог: 8 (національний чемпіонат)
- Найбільша кількість нічийних матчів: 7 (національний чемпіонат)
- Найбільша кількість забитих м'ячів: 30 (національний чемпіонат)
- Найбільша кількість набраних очок: 18 (національний чемпіонат)